# Hideki Kaji
Hideki Kaji (カジ ヒデキ (kanji: 加地秀基) Kaji Hideki?,  8 de mayo, 1967) es un músico japonés originario de la ciudad de Futtsu en la Prefectura de Chiba.
Debutó musicalmente en 1989 como miembro de la banda de rock japonés Bridge, inspirado en el sonido de Flipper's Guitar. Tras la dispersión de la banda, en 1996 debuta como solista. Su estilo de composición, catalogado en Japón como Neo-Ako (ネオアコ, Neo Acoustic) le dio prestigio por lo que aparte de mantener su carrera, ha participado en la creación de música tanto para comerciales de televisión y también para otros artistas.
Es conocido en Suecia: ha grabado en los estudios Tambourine en Malmö y ha tocado (en estudio y en directo) con músicos suecos como Helena Josefsson, Jens Jansson de Brainpool, Toft y Ludwig de Ray Wonder, y Mr Ling.

## Discografía

### Singles
- MUSCAT E.P.（1996.8.9）
- La Boom ~Datte MY BOOM IS ME~ (ラ・ブーム～だってMY BOOM IS ME～?)（1997.1.6）
- HERE IS OUR STREET / Natsumonogo (夏物語?)（1997.4.16）
- EGGSTONE / Tamago no Naka no Yukubou (たまごの中の欲望?)（1997.5.14）
- Hey Hey Baby Pop / Koibito ga Matteiru (ヘイ・ヘイ・ベイビー・ポップ / 恋人が待っている?)（1997.6.18）
- GREEN ROAD（1997.11.19）
- SUDDENLY, SIBYLLA（1998.1.7）
- COROLLA II ni Koi wo Shita (カローラIIに恋をした?)（1998.2.11）
- AUGUST E.P.（1998.7.29）
- QUEEN SOUND BABBLES AGAIN（1999.2.1）
- MR.SWEDEN（1999.6.2）
- lvy lvory lvy（2000.7.12）
- THIS IS STILL OK（2000.11.29） - acompañado por la voz de Helena Josefsson
- My Love, My Milk（2001.3.23）
- Separate Ways（2001.7.25）
- Footballing Weekenders（2002.3.6）
- Fantastic Game（2003.5.8）
- Good Morning Call Song（2004.3.24）

### Álbumes
- MINI SKIRT（1997.1.29）
- TEA（1998.1.28）
- 15 ANGRY MEN（1999.7.1）
- the fireworks candy+puppydog store（1999.9.1）
- You will Love me（2000.8.9）
- From Cafe Scandinavia With Love～for cafe Apres-midi（2001.6.27）
- A LONG WEEK-END（2002.5.29）
- Enjoy the game（2003.7.2）
- lov songs（2004.7.14）
- NEW PRETTY（2006.6.7）